# Milan Moguš
Milan Moguš (Zengg, 1927. április 27. – Zágráb, 2017. november 19.), horvát nyelvész, akadémikus, a Horvát Tudományos és Művészeti Akadémia elnöke.

## Élete
Zenggben született, itt végezte el az általános iskolát és a középiskolát. Az 1948/1949-rs tanévben beiratkozott a Zágrábi Egyetem Filozófiai Karára, ahol 1953-ban szerzett diplomát. Ugyanebben az évben az Akadémia Nyelvtudományi Intézetébe asszisztensnek választották, majd 1956-ban ugyanilyen minőségben a Zágrábi Egyetem Filozófiai Karára, a Horvát Nyelv Dialektológiai és Történeti Tanszékére került. 1961-től 1963-ig a Varsói Egyetem horvát nyelv oktatója volt. 1962-ben a Zágrábi Egyetemen filológiából doktorált.
1964-ben adjunktusnak, 1969-ben egyetemi docensnek, 1975-ben rendes tanárrá választották. 1965-től nyugdíjba vonulásáig, 1992-ig a Horvát Nyelv Dialektológiai és Történeti Tanszékének vezetője volt. Az 1970/71-es és az 1971/72-es tanévben a filozófiai kar dékánhelyettese volt. Ugyanezen a karon 1976-tól a nyelvtudományi posztgraduális képzésben tanított, 1979-től 1985-ig pedig ennek a posztgraduális oktatásnak a vezetője volt. 1983-tól 1992-ig, nyugdíjazásáig a Filozófiai Kar Nyelvtudományi Tanszékének vezetője volt, ahol több fontos kutatási projektet vezetett.
Vendégprofesszorként előadásokat tartott a Kölni és a Mannheimi Egyetemen. Számos nemzetközi konferencián és kongresszuson vett részt itthon és külföldön. Tagja volt a Leuven-i Nemzetközi Névtudományi Bizottságnak, a Moszkvában működő Szláv Nyelvek Fonetikai és Fonológiai Nemzetközi Bizottságának, valamint elnöke volt a zágrábi Interakadémiai Névtani Bizottságnak. 1997-ben a Közép-európai Tudományos és Művészeti Akadémia tagjává választották. 1998 és 2002 között az UNESCO horvát bizottságának elnöke volt. 1977-ben a Horvát Tudományos és Művészeti Akadémia társult, 1986-ban rendes tagjává választották. 1985-től 1991-ig az Akadémia Filológiai Tudományok Osztályának titkára volt. 1991-től 1997-ig főtitkár, 1998-2003 alelnök, 2004-2010 között a Horvát Tudományos és Művészeti Akadémia elnöke.A horvát irodalmi nyelv tanulmányozása és a horvát nyelvjárások kutatása című tudományos projektek vezetője volt.

## Munkássága
Több folyóirat és kiadvány főszerkesztője vagy társszerkesztője volt, így a Filozófiai Kar Nyelvtudományi Tanszékének Értesítője, a Bulletin scientifique, a Szláv Filológiai Tanszék Dolgozatai, Horvát Dialektológiai Szemle, Nyelv, Régi horvát írók, a Horvát Tudományos és Művészeti Akadémia művei, 1248. – 1508. kör és Cithara octochorda. Az Akadémia főtitkáraként a Horvát Tudományos és Művészeti Akadémia Évkönyvének szerkesztője (1992-1998), valamint a Horvát Tudományos és Művészeti Akadémia 140 éves emlékgyűlésének alelnöke. A Horvát Életrajzi Lexikon nyelvész szakmai szerkesztője, valamint a Horvát Irodalmi Nyelv Szótárának a reneszánsztól Ivan Goran Kovačićig és Marko Marulić összegyűjtött műveinek társszerkesztője.
Tudományos monográfiák: 
- Današnji senjski govor (Mai zenggi beszéd),
- Fonološki razvoj hrvatskoga jezika (A horvát nyelv hangtani fejlődése, 1971),
- Čakavian dialektus (A ča dilaektus, 1977),
- Antun Mažuranić (1978),
- Križanićeva hrvatska gramatika (Križanić horvát nyelvtana 1984),
- Zakon trsatski (Trsati törnénykönyv, 1990),
- Povijest hrvatskoga književnoga jezika (A horvát irodalmi nyelv története, 1993; horvát, angol és német kiadásokkal),
- Hrvatski jezik u Hrvatskom saboru (A horvát nyelv a horvát parlamentben, 1997; horvát és angol kiadással), stb.
- Poljsko-hrvatski rječnik – Słownik polsko-chorwacki, (Lengyel-horvát – Horvát-lengyel szótár, 2002)
- Senjski rječnik (Zenggi szótár, 2002)
- Povijesna fonologija hrvatskoga jezika, (A horvát nyelv fonológiai történeti szótára, 2010)
- Cesarićev rječnik, (2011)
- Mintegy 270 tudományos és szakmai vita és cikk a horvát és szláv filológia és nyelvészet témakörében több mint 60 hazai és külföldi folyóiratban.[6]

## Díjak, elismerések
- Božidar Adžija-díj jelentős tudományos tevékenységért (1990)
- A Rijekai Egyetem díszdoktora (1995)
- Tudományos munkásságáért a Horvát Danica Rend Ruđer Bošković alakjával díszített kitüntetésben részesítette (1996).
- Az eszéki Josip Juraj Strossmayer Egyetem díszdoktora (1997)
- Horvát Nemzeti Életműdíj (1998)
- A Lengyel Tiszti Érdemkereszt (Krzyž oficerski orderu zaslugi Rzeczypospolitej Polskiej) érdemrendje (1998).
- A Szlovák Tudományos Akadémia Ljudovit Štur aranyérme (1998)
- Split város Arany Címere (2001)
- Vukovár-Szerém megye Arany Dukátja (2005)
- A pólai Ča Parlament életműdíja (2005)
- Branimir fejedelem-rend a lánccal (2007)[6]

## Fordítás
Ez a szócikk részben vagy egészben  a   Milan Moguš című horvát Wikipédia-szócikk ezen változatának fordításán alapul.  Az eredeti cikk szerkesztőit annak laptörténete sorolja fel. Ez a jelzés csupán a megfogalmazás eredetét és a szerzői jogokat jelzi, nem szolgál a cikkben szereplő információk forrásmegjelöléseként.